# Geothlypis auricularis
La mascarita embridada o mascarita lorinegra (Geothlypis auricularis) es una especie de ave paseriforme de la familia Parulidae nativa de Sudamérica. En algunas clasificaciones es tratada como subespecie de la mascarita equinoccial (G. aequinoctialis).

## Subespecies
Se reconocen dos subespecies:
- G. a. auricularis Salvin, 1883 – en el oeste de Ecuador y noroeste del Perú;
- G. a. peruviana Taczanowski, 1884 – en el norte del Perú.

## Descripción
Tiene las partes superiores de color amarillo verdoso y las inferiores de color amarillo brillante con el pico principalmente negro. Los machos adultos tiene una máscara negra restringida al área entre el pico y los ojo y una banda delgada en la frente y la corona gris. La hembra es similar, pero carece de la máscara negra y tiene un color más opaco, una cantidad variable de gris en la cabeza (a menudo prácticamente nada), anillo ocular amarillento y una franja amarillenta que va desde el pico hasta los ojos. La subespecie G. a. peruviana, muy extendida en el valle del Marañón, tiene dimensiones similares al mascarita equinoccial, pero G. a. auricularis es notablemente más pequeña.